# Politikens Lokalaviser
Politikens Lokalaviser A/S är Danmarks största utgivare av gratismedia (radio och tidningar). Företaget är ett dotterbolag till JP/Politikens Hus A/S och omsätter cirka 370 miljoner danska kronor om året. Huvudkonotret ligger i Birkerød. 

## Danska lokaltidningar stor marknad
De danska lokaltidningarna så kallade Ugeaviser blev under de första åren efter år 2000 en allt viktigare tidningsprodukt på den danska marknaden med 80% av danskarna som läsare. De två stora mediahusen  Politiken och Berlingske tävlade om denna marknad genom att köpa upp lokala utgåvor. Politiken köpte 2008 fem tidningsar på Jylland och ägde sedan   34 tidningar i Politikens Lokalavisers regi och med en upplaga på 1,1 miljon exemplar. Det var i denna situation som Politiken engagerade sig i Sverige.
Det svenska före detta dotterbolaget Lokaltidningen Mediacenter AB är en av de större svenska utgivarna av gratismedia, och ger ut tidningarna med namnet Lokaltidningen följt av ortsnamnet för den aktuella editionen samt driver sajten lokaltidningen.se. Politikens lokalaviser A/S sålde 2019 Lokaltidningen till Bonnier Media. Strax efteråt sålde bolaget 13 lokalaviser på Själland till Mediehuset Sjællandske Medier.
Politikens Lokalaviser A/S är Danmarks största utgivare av gratismedia (radio och tidningar). Företaget är ett dotterbolag till JP/Politikens Hus A/S och omsätter cirka 370 miljoner danska kronor om året. Huvudkonotret ligger i Birkerød. Det svenska dotterbolaget Lokaltidningen Mediacenter AB är en av de större svenska utgivarna av gratismedia, och ger ut tidningarna med namnet Lokaltidningen följt av ortsnamnet för den aktuella editionen samt driver sajten lokaltidningen.se.

## Lokaltidningar i Sverige
Företagets primära verksamhet bestod i utgivning av lokaltidningar på Själland och, under namnet Lokaltidningen, i södra Sverige. 
Politikens annonsfinansierade lokaltidningar har funnits i Sydsverige sedan 2001. Där trycks lokala tidningar i totalt 570 000 exemplar och delas ut på ett 20-tal orter en gång i veckan. skrev Göteborgsposten 2007.Tidningen hade planer att skaffa fem nya titlar och drygt 700 000 i total upplaga redan om någon månad 2007. Tidigare har V.D. Jan Hallin talat om att täcka hela Sverige. De tre största städerna är viktiga för en tidningskoncern som gör anspråk på riksannonsörer. Politiken försökte lösa det med ett annonssamarbete med den annonstidningskoncern som Svensk Direktreklam äger. Bolagen skall sälja annonspaketet Storstadshem i Göteborg, Stockholm och Malmö.
Redan 2005 hade bolaget 17 tidningar i Sydsverige och tog över en 18:e tidning Malmö Magasinet.
27 maj 2007 slutade  Jonas Natt och Dag på tidningsföretaget efter oenigheter med VD Jan Halling. Då i maj innehade bolaget 29 lokaltidningar i Sverige.
Politikens Lokalaviser utökade sitt nätverk av lokala gratistidningar med 11 tidningar i Sverige 2008 genom förvärv av tidningsföretaget Commersen och ett inköp i Nya Östgötatidningen kontrollerar Politikens Lokalaviser nu totalt 37 tidningar i södra Sverige. Bland förvärven fanns Commersen i Blekinge som gav  ut fyra tidningar med en  upplaga på 78.000 ex. Samma år köptes 60 procent av Nya Östgötatidningen, som ger ut lokaltidningar i Linköping, Motala och Mjölby, totalt 132.000 ex. Politikens Lokalaviser startade 2008 också nya editioner av Lokaltidningen i Ystad, Simrishamn, Tomelilla och Sjöbo. Politikens Lokalavisers totala upplaga i Sverige var 2008 drygt en miljon exemplar.
2011 utökades tidningarna med fler editioner. Det rörde sig om Lokaltidningen Borås, Lokaltidningen Växjö och Lokaltidningen Hylte. Dessa tidningars upplagor blir 90.000.
2017 avvecklade bolaget 11 tidningar i Småland och Blekinge. 9 lades ner och 2 såldes till andra ägare. Den svenska annonsmarknaden har haft fallande priser för tryckta annonser. De svenske lokaltidningarna var också orsaken till att både omsättningen och driftsresultatet sjönk 2015. 2015 omsatte de svenske tidningarna 143 miljoner kr. Efter nedläggningar  och försäljningarna har Politiken lokataviser 2017 29 lokala utgåvor i Sverige. 27 i Skåne och 2 i Östergötland.
Det maximala antalet tidningar var således 40 editioner under åren 2007 till 2017.

### Svenska editioner (Urval)
I Sverige ges tidningarna ut med namnet Lokaltidningen som huvudtitel och det aktuella ortsnamnet som undertitel. Det svenska dotterbolaget Lokaltidningen Mediacenter AB driver centralredaktionen i Burlövs kommun. Gemensam för alla utgivningsorterna är den dagligen uppdaterade nyhetssajten lokaltidningen.se.
| Tidning                                      | Distributionsområde                              | Upplaga (källa behövs)      |
| -------------------------------------------- | ------------------------------------------------ | --------------------------- |
| Kävlinge nya, Lokaltidningen                 | Kävlinge och Lomma kommuner                      | 27 800 (inkl. Lommabladet)  |
| Lokaltidningen, Alvesta                      | Alvesta kommun                                   | 12 800                      |
| Lokaltidningen, Avenyn/Hässleholm med omnejd | Hässleholm med omnejd                            | 25 540                      |
| Lokaltidningen, Bjuv/Klippan/Perstorp/Åstorp | Bjuvs, Klippans, Perstorps och Åstorps kommuner  | 25 100                      |
| Lokaltidningen, Båstad                       | Båstads kommun                                   | 6 650 (10 000 på sommaren)  |
| Lokaltidningen, Helsingborg                  | Helsingborgs kommun                              | 63 000                      |
| Lokaltidningen, Höganäs                      | Höganäs kommun                                   | 12 700                      |
| Lokaltidningen, Kristianstad                 | Kristianstads, Bromölla och Sölvesborgs kommuner | 49 000                      |
| Lokaltidningen, Laholm/Örkelljunga           | Laholms och Örkelljunga kommuner                 | 17 500                      |
| Lokaltidningen, Landskrona                   | Landskrona kommun                                | 24 500                      |
| Lokaltidningen, Ljungby                      | Ljungby kommun                                   | 13 800                      |
| Lokaltidningen, Lund                         | Lunds kommun                                     | 58 000                      |
| Lokaltidningen, Mellanskåne                  | Eslövs, Höörs och Hörby kommuner                 | 28 365                      |
| Lokaltidningen, Skurup                       | Skurup                                           |                             |
| Lokaltidningen, Svalöv                       | Svalövs kommun                                   | 6 500                       |
| Lokaltidningen, Svedala                      | Svedala kommun                                   |                             |
| Lokaltidningen, Trelleborg                   | Trelleborgs och Vellinge kommuner                | 37 000                      |
| Lokaltidningen, Vellinge - Näset             |                                                  |                             |
| Lokaltidningen, Ängelholm                    | Ängelholms kommun                                | 22 500                      |
| Lommabladet, Lokaltidningen                  | Kävlinge och Lomma kommuner                      | 27 800 (inkl. Kävlinge nya) |
| Malmömagasinet, Lokaltidningen               | Malmö kommun                                     | 65 050                      |
| Västbo Andan, Lokaltidningen                 | Gislaveds och Gnosjö kommuner                    | 22 391                      |

2019 såldes de svenska tidningarna av Politikens lokalaviser till Svenska Bonniers och de är 2020 en del av Sydsvenskan se Lokaltidningen

### Danska editioner
Politikens Lokalaviser  i Danmark (urval), med en sammanlagd upplaga på cirka 845 000 exemplar:
- Albertslund Posten
- Allerød Nyt
- Birkerød Avis
- Det Grønne Område - onsdag og week-end
- Farum Avis
- Frederikssund Avis
- Hillerød Posten
- Lokalavisen Lejre
- LokalAvisen Ugenyt
- Lørdagsavisen Køge
- Roskilde Avis onsdag/ weekend
- Rudersdal Avis week-end
- Ugebladet - onsdag og week-end
- Uge Nyt
- Villabyerne - onsdag og week-end
- Værløse Nyt

## Övrig verksamhet
Politikens Lokalaviser ger också ut näringslivstidningar och Köpenhamns största turistguide, Copenhagen this Week. Företaget driver också de nordsjälländska radiokanalerna Radio Mega och Radio Yes2day Oldies i samverkan med Radio ABC i Randers. Politikens Lokalaviser är majoritetsägare i samverkan med 70 procent.